# Взаємні займенники
Взає́мні займе́нники (дав.-гр. άλληλοπαθητική, англ. reciprocal pronouns) — розряд займенників за лексичним значенням, включає займенники, що вказують на взаємну спрямованість дії, наприклад: один одного, один другого.

## Визначення
Взаємні займенники — це морфологічні зрощення, що вказують на суб'єкти, кожний з яких є носієм дії, процесу чи стану і водночас об'єктом, адресатом тієї ж дії, процесу чи стану з боку іншого суб'єкта. Вони посилаються на ім'я чи множину імен, які позначають об'єкти, що пов'язані взаємними відносинами, вираженими предикативним словом, наприклад:
Марічка навряд чи порівнювала Миколу й Петра одного з одним.
Взаємні займенники вказують на зворотний перехід з суб'єкта на об'єкт, унаслідок чого творець дії є одноразово об'єктом тієї ж дії з боку іншого творця чи творців дії.
Взаємні, відносні, зворотні, вказівні (залежно від їхньої функції) та особові займенники 3-ї особи належать до анафоричних заменників — займенників, які відсилають до раніше сказаного.

## Українська мова
В українській мові до взаємних займенників належать займенники:
- один одного,
- один другого,
- кожен кожного

Взаємні займенники мають в однині форми трьох родів, а також форму множини: один одного, одна одну, одно/одне одного, одні одних, наприклад: Хлопці й дівчата були варті одні одних.
Один у другого питаєм,
Нащо нас мати привела?— Тарас Шевченко
Перша частина займенника незмінна, а друга відмінювана і узгоджується в реченні з керуючим дієсловом, наприклад:
Одна думка обганяла другу; одна одну випереджала.— Панас Мирний
Хвилину стояли так один проти одного Нана й Евмахос і дихали злістю та помстою.— Юліан Опільський «Танечниця з Пібасту»
Кожен кожному робив перешкоди, кожен кожного судив між людьми— Панас Мирний

Дуже часто форма середнього роду вживається з іменниками будь-якого роду й числа, наприклад:
Обоє молодят поглядали одне на одного.
Взаємні займенники в формі однини можуть узгоджуватися як з одниною, так і з множиною:
- один одного вартий та один одного варті,
- один одному на голову лізе та один одному на голову лізуть

(Інші приклади наведено нижче у розділі Фразеологія)

### Фразеологія
В українській мові зворотні займенники є частиною декількох фразеологізмів.
| Ідіома                                                                  | Значення                                                                      | Приклади |
| ----------------------------------------------------------------------- | ----------------------------------------------------------------------------- | --- |
| - оди́н без о́дного дихну́ти не мо́жуть (не мо́же)                           | багато часу проводити разом, дружити, бути нерозлучними                       | - А вже школа, навчання так зблизили хлопців, що стали вони, як то кажуть, нерозлийводою, дихнути один без одного не могли (І. Власенко). |
| - оди́н від о́дного недале́ко відбі́г(ли) / відско́чили                      | невелика різниця між ким-небудь у чомусь; схожі чимсь, однакові               | - Вони один від одного недалеко відбігли. |
| - оди́н на о́дному сидя́ть / сиди́ть                                        | багато когось, чогось; дуже тісно, густо                                      | - За ложі ми вже нічого не кажемо: там, як ото говорять, один на одному сидять (З журналу). |
| - оди́н о́дного ва́рті / ва́ртий                                            | у чомусь схожі, однакові                                                      | - А ви коло неї [Ганни] Вакуленка намалюйте, один одного варті (О. Корнійчук). |
| - оди́н о́дному [пря́мо] на го́лову лі́зуть / лі́зе                           | велика кількість кого-небудь; багато                                          | - Людство до біса розплодилось, аж страх бере. Один одному прямо на голову лізе (Переклад С. Масляка). |
| - оди́н з-пе́ред о́дного - одне́ пе́ред / попере́д о́дного - одна́ пе́ред дру́гою | не дотримуючись порядку, черговості; навперебій                               | - Усі були збуджені, рухливі і один з-перед одного викладали почуті новини (П. Панч); - Ті [люди] сунули з хати, один перед одного, аж штовхаються в дверях (Панас Мирний); - Одне поперед одного хотіли [діти] чимось прислужитись офіцерам (О. Гончар).           |
| - оди́н в оди́н - одна в одну                                             | також оди́н у о́дного 1) чимось схожі між собою, хороші зовні                   | - — Гляньте-но, скільки в'юнів наловили. Та все один в один (М. Стельмах); - — Ось крашанки. Одна в одну. Карбованець за десяток (Григір Тютюнник); - І вродилися ті дев'ять синів, як дев'ять соколів, один у одного: голос у голос, волос у волос (Марко Вовчок). |
| - оди́н в оди́н - одна в одну                                             | 2) усі без винятку                                                            | - Двадцять два зали йшли анфіладою — коли б відчинити двері, їх видно було б один в один (Ю. Смолич); - Дівчата в неї завжди такі чисті, та вбрані, та гарні — одна в одну (Нар. оповідання).                                                                       |
| - оди́н в оди́н - одна в одну                                             | 3) з дієсловами руху (стояти, йти, летіти) поряд, впритул                     | - Плоти стояли один в один до самої затоки (Олекса Десняк). |
| - одне́ (одно́) до о́дного.                                                | указує на поступове наростання чого-небудь, переважно неприємного, небажаного | - Народжуються ж люди: усе одне до одного — і постать типового невдахи, і прізвище — знахідка для гумориста (В. Дрозд); - Одно до одного — й журба Хри́стина ширшала, вищала, глибшала… (Панас Мирний).                                                              |

### Синонім
В українській мові взаємність дії також передають взаємно-зворотні дієслова: змагатися, листуватися, розлучитися, отже зворотне дієслово може бути синонімічним за значення незворотному дієслову з взаємним займенником, наприклад:
Вони обійнялися.
Вони обійняли одне одного.

## Латина
В латинській мові взаємний займенник (reciprocum) окремо не виділявся, іншомовні взаємні займенники перекладалися на латину виразами лат. inter sē «між собою» та alius aliud «інший інше».

## Грецька мова

### Давньогрецька
У давньогрецькій мові вживався взаємний займенник (άλληλοπαθητική) дав.-гр. ἀλλἠλων, утворений шляхом подвоєння основи займенника άλλος «інший»: з *άλλ-αλλο- після подовження α в η та спрощення двох останніх λλ до λ виникла основа άλληλο-, від якої утворюються форми взаємного займенника для трьох родів лише в непрямих відмінках множини:
|      | m         | f         | n         |
| ---- | --------- | --------- | --------- |
| gen. | άλλήλ-ων  | άλλήλ-ων  | άλλήλ-ων  |
| dat. | άλλήλ-οις | άλλήλ-αις | άλλήλ-οις |
| acc. | άλλήλ-ους | άλλήλ-ας  | ἄλληλ-ο   |

Від давньогрецького взаємного займенника ἀλλἠλων походять слова паралель та паралельний (від дав.-гр. παρὰ ἀλλήλοις «один біля одного, один при другому»).

### Новогрецька
У новогрецькій мові до взаємних займенників належать три сполучення зі значенням «один одного» — грец. ένας/µια/ένα та три зі значенням «між собою, серед, з-поміж нас, вас, них» — κάποιος/α/ο, µερικοί/ές/ά, κάτι/κατιτί. Взаємні займенники новогрецької мови утворюються сполученням двох неозначених займенників або прислівників та особових займенників.

## Російська мова
В російській мові до взаємних (рос. взаимные местоимения) відносять займенники: друг друга, друг дружку, один другого, каждый каждого.

## Англійська мова
В англійській мові до взаємних займенників (англ. reciprocal pronouns) належать: one another та each other. Як в українській мові, вони можуть вживатися з прийменниками, однак в англійській мові прийменник ставиться перед першою частиною займенника («from each other» — «один від одного»), а також у присвійному відмінку. Наприклад:
They all said «Hello» to one another («Усі привіталися одне з одним»): They looked into each other's eyes for a silent moment («Вони якусь мить мовчки дивились у вічі одне одному» М. Вілсон)
Взаємні займенники іноді вживаються як підмет підрядного речення, наприклад:
Miss С. and I are going to find out what each other are like («Пані С. та я збираємося з'ясувати, що ми за люди»): The twins wanted to know what each other were/was doing (Близнюки жадали знати, що робив кожен із них).

## Німецька мова
У німецькій мові до взаємних займенників (нім. Reziprokpronomen) відносять einander і множинні форми зворотних займенників (uns, euch, sich), проте лише einander є однозначним без уточнюючих слів selbst/selber «себе» чи gegenseitig «взаємно, обопільно, двобічно», відповідно без контексту.

## Нідерландська мова
В літературній нідерландській мові вживаються дві форми взаємних займенників (нід. het wederkerig voornaamwoord, reciprook pronomen): elkaar та elkander «одне одного» (друга — лише в писемній мові), наприклад:
- Wij ontmoetten elkaar (elkander) in Amsterdam. («Ми зустріли одне одного в Амстердамі»)

Літературні форми витіснили архаїчніші й діалектні варіанти malkander та mekaar.

## Цікаві факти
- Іноді латинське слово reciprocus «взаємний, що повертається, що рухається вперед і назад»[16][17], яке вживається в багатьох мовах для позначення взаємних займенників (напр. англ. reciprocal) невірно перекладають як «зворотний»[18][19]. При цьому слово «зворотний» (пізньолат. reflexivus) в сучасних граматиках використовується для позначення іншого розряду займенників.

Це пов'язано з тим, що в латинських граматиках взаємні займенники не виділялися окремо і зворотні займенники sui, suus називалися «взаємними» (pronomina reciproca).